# Амбал (князь)
Амбал — князь остяков (хантов) и татар, обитавших в XVI—XVII веках в бассейне реки Сылва. В писцовых книгах Михаила Кайсарова 1623—1624 годах эта территория разделялась на два улуса: Карьевский улус и Рожин улус. Резиденция князя Амбала, согласно А. А. Дмитриеву, располагалась в Рожине.
Амбал упоминается в житии преподобного Трифона Вятского, который в 1570 году поселился на берегу Нижней Мулянки и проповедовал христианство среди остяков и вогулов (манси). Когда Трифон срубил огромную ель, которой местное население молилось и совершало жертвоприношения, Амбал сказал ему: «Дивлюсь я, старче, как это мог ты сделать. Отцы наши и мы почитали это дерево как бога; никто не мог даже подумать о том, чтобы сокрушить его. Даже люди вашей веры и те не смели его касаться. Или ты сильнее богов наших?». На это святой ответил ему: «Бог, Которого я проповедовал вам, Тот помог мне в этом удивительном для вас деле, помог для вашего спасения». Впоследствии, согласно житию, под впечатлением от совершённых святым чудес остяки начали принимать христианство. Среди новообращённых была и дочь князя Амбала.